# Euspilotus assimilis
Euspilotus assimilis är en skalbaggsart som först beskrevs av Gustaf von Paykull 1811.  Euspilotus assimilis ingår i släktet Euspilotus och familjen stumpbaggar. Inga underarter finns listade i Catalogue of Life.